# Великий мардер
Великий мардер — м'ясо-шкуркова порода кролів.

## Історія
Німецький селекціонер Томсон в 1925 році, схрещуючи кролів порід віденський блакитний, бельгійський заєць, ангорський, гавана і шиншила, отримав молодняк із забарвленням, схожим на куницю. М'яке і густе коричневе хутро на спині переходило у виразну коричневу смугу, а на кінцівках були темні відмітини — акри.
Томсон назвав тварин «кролики-куниці», або кролики-мардер. Згодом аналіз схрещування показав, що на незвичайне забарвлення впливає новий ген — мутований ген шиншиллового кролика. Надалі в ході селекційної роботи отримані тварини з більшою масою тіла, які крім коричневого мали ще й блакитне забарвлення. Їх назвали великий мардер.
Треба відзначити, що мардери були самостійно отримані та в інших країнах — у Франції («соболині» кролики), в США (американський соболь), в Англії, у Вірменії і всюди — від шиншилових кроликів. Однак зразком породи, її еталоном і зараз вважають мардерів, отриманих в Німеччині.

## Біологічні характеристики
Кролик має міцну статуру, злегка аркоподібну спину. Невелика морда не має підгрудка, єдиним винятком може бути самка, але таке явище досить рідкісне. Ще одна з особливостей — це міцні лапи, користуючись якими вони ведуть досить активний спосіб життя. Доросла особина досить масивна і може досягати у вазі близько 5 кілограмів. Стандартна вага — від 3,8 до 4,6 кг.

## Розмноження
Самка досить плодюча — за один послід може принести до 10, а в деяких випадках і більше кроленят. Материнський інстинкт у неї розвинутий не зовсім добре, тому з самого початку вагітності і аж до підліткового віку, за молодняком і матір'ю краще стежити, щоб уникнути летального результату. Адже кроленята з'являються на світ вагою всього 60 г, але при правильному підході до годівлі самки, молодняк досить швидко зростає і стає самостійним. Так, вже до 30-го дня, кроленята досягають ваги понад 500 г, А в 4 місяці набирають вже більше 3-х кг. Після досягнення чотиримісячного віку молоді особини починають линяти та бліднути, рідкісний пушок починає обростати густим хутром. До 6 місяців кролики вже набувають характерного для породи кольору куниці.

## Хутро
Кролики мардер неповторні за зовнішнім виглядом, їх дуже важко сплутати з якоюсь іншою породою. Ці тварини мають характерні затемнення на кінцівках і морді. Забарвлення хутра може бути світло-коричневого, або з темним відтінком. Їх хутро в кілька разів коротше ніж в інших порід, при цьому утворюється якийсь ефект оксамиту, який на дотик неймовірно приємний. Досить красиве і саме забарвлення, яке легко сплутати з куницею.